# 沖縄県立八重山高等学校
沖縄県立八重山高等学校（おきなわけんりつ やえやまこうとうがっこう）は、沖縄県石垣市登野城にある県立高等学校。岩手県立盛岡第四高等学校と姉妹校締結している。郷土芸能部は「全国高等学校総合文化祭」において何度も最優秀賞を獲得している。

## 設置学科
- 全日制
  - 普通科

## 沿革
- 1942年 - 沖縄県立八重山中学校及び沖縄県立八重山高等女学校創立。
- 1947年4月1日 - 学制改革により八重山高等学校創立[1]。
- 1980年 - 日米交流プログラム開始（2015年現在、アメリカ合衆国オレゴン州サウスユージン高校とホームステイ交流を実施）

## 著名な卒業生

### 政治家
- 大濵長照（元石垣市長）
- 白保台一（前衆議院議員）
- 中山義隆（石垣市長）
- 吉元政矩（元沖縄県副知事）

### ミュージシャン
- 新良幸人（ミュージシャン）
- 大島保克（ミュージシャン）
- BUBBLEGUM（ミュージシャン）
- BEGIN（アコースティックバンド）
- ミヤギマモル（ミュージシャン）
- やなわらばー（ミュージシャン）

### その他
- 金城晋也（お笑いコンビ「リップサービス」メンバー）
- 新城幸也 （自転車ロードレース選手）
- 三好ジェームス（元RKB毎日放送、元沖縄テレビ放送アナウンサー）

## 交通
- 石垣市民会館から自転車で5分